# 巴黎-萨克雷
巴黎-萨克雷是法国巴黎南部在建的一个研究密集型产业集群。由研究设施、两所法国主要大学和高等教育机构（大学校 (法国)）以及私营公司的研究中心组成。 2013年，《科技评论》将巴黎-萨克雷列入世界研究集群前八名。截至2014年，其研究能力占整个法国的15%。
巴黎-萨克雷最早建于1950年代，1970年代和2000年代多次扩建。一些新项目至今仍在进行，以继续发展校园，其中包括一些设施的搬迁。
巴黎-萨克雷现在是许多欧洲最大的科技公司的所在地，也是法国两所大学巴黎-萨克雷大学（中央理工-高等电力学院、巴黎-萨克雷高等师范学校、巴黎-萨克雷理学院等）和巴黎理工学院的所在地（巴黎综合理工学院、巴黎高等电信学校等）。巴黎-萨克雷大学在2023年ARWU排名中位居世界第15位。它还在数学方面排名世界第1，在物理学方面排名世界第9（欧洲第1）。
巴黎-萨克雷的目标是加强集群建设，打造一个能够与硅谷或剑桥等其他高科技商业区竞争的国际科技中心。该项目始于2006年。主要部分是萨克雷高地校区的建设。

## 相册

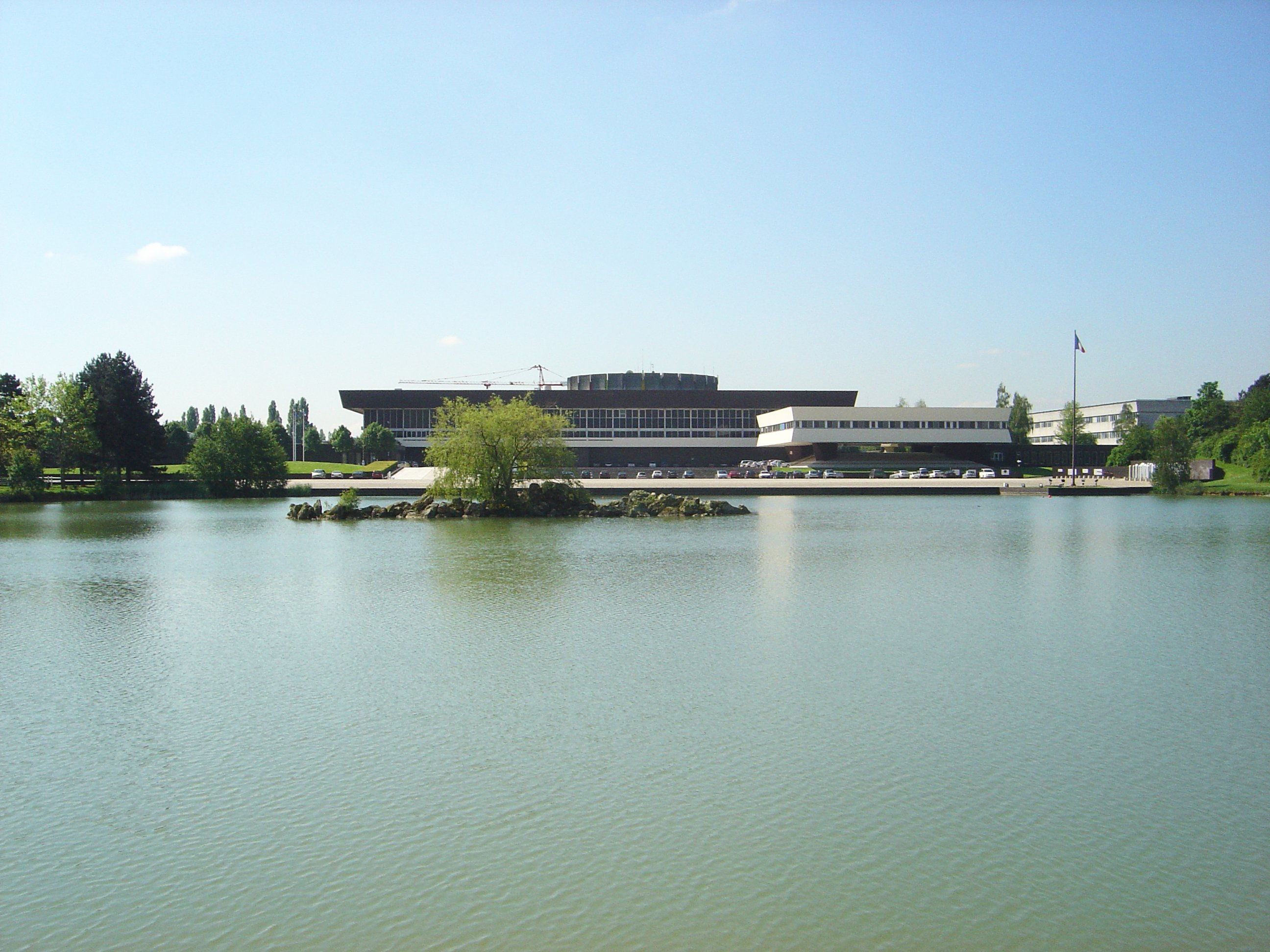
从湖上看巴黎综合理工学院
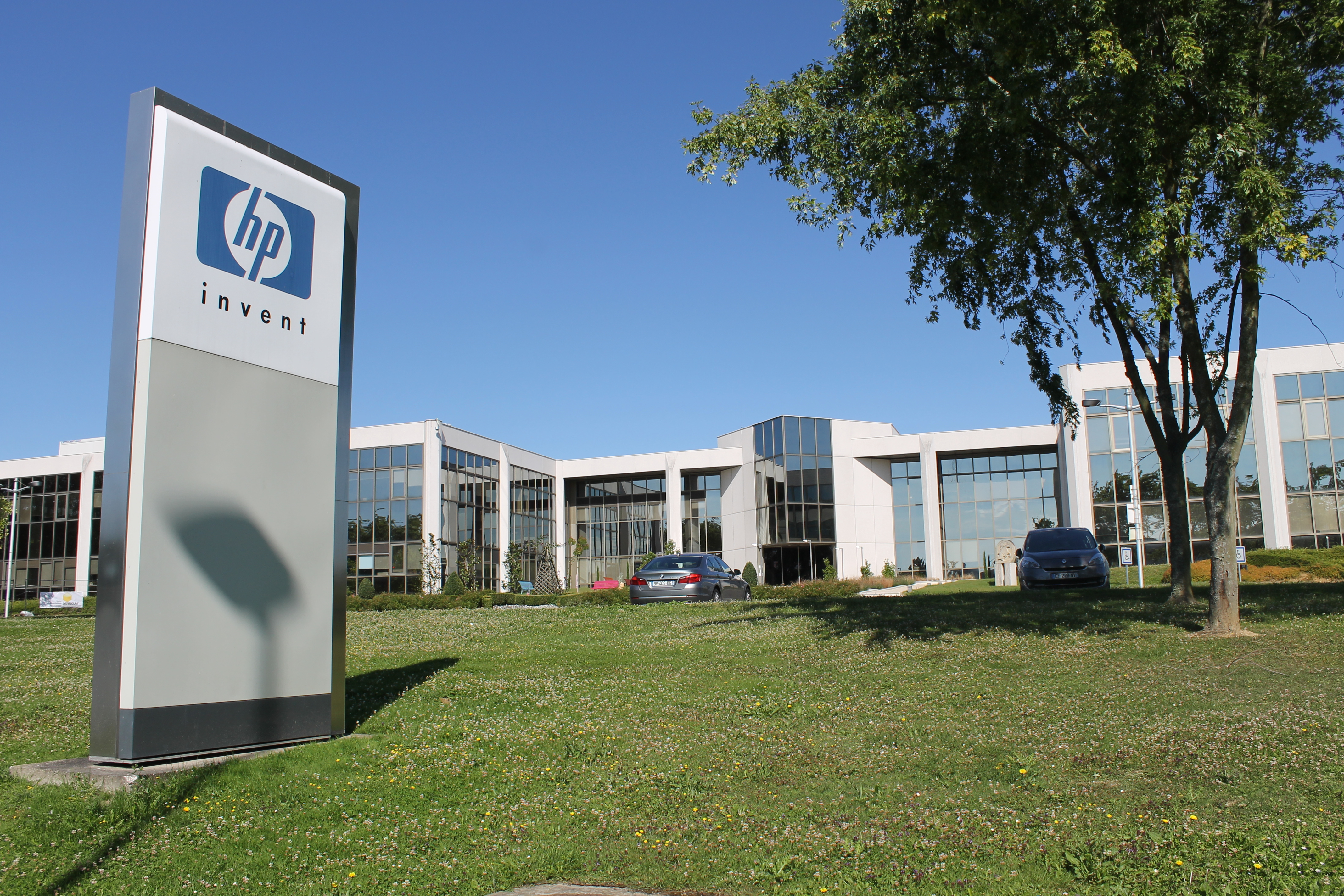
位于法国巴黎-萨克雷集群的惠普研究中心。